# كاثي كرو
كاثي كرو هي ممرضة كندية، ولدت في 1952 في كينغستون في كندا.